# ROS (behandlingsprogram)
ROS är ett av kriminalvården sedan år 2006 ackrediterat behandlingsprogram för personer som dömts för sexualbrott.
ROS används för närvarande på fem fångvårdsanstalter, Kristianstad, Tillberga, Norrtälje, Härnösand och Skogome utanför Göteborg.
Deltagandet i ROS, som är akronym för Relation och samlevnad, är frivilligt. Påståendet om frivillighet är diskutabelt sedan  Högsta domstolen dömt en man som vid ett flertal tillfällen låtit flickor i åldern sex till nio år posera för sig till skyddstillsyn med särskild föreskrift att genomgå frivårdens behandlingsprogram ROS.
Behandlingen genomförs så att den intagne deltar i grupparbete. Enskilda samtal med psykolog förekommer också.
Under 2010 fullföljde cirka 200 klienter ROS varav 130 i anstalt och 70 i frivården.
Kriminalvårdsstyrelsen har under våren 2011 utvärderat ROS och funnit att de som genomgått ROS återfaller i brott mer sällan än de som inte genomgått något program.
Skillnaden är dock liten.  Åtta procent av alla 484 personer som började i ROS åren 2002-2009 misstänktes för nya sexualbrott under uppföljningen jämfört med tio procent bland dem som inte genomgått ROS.